# Ganga bibande
Pterocles bicinctus
Espèce
Statut de conservation UICN

 LC  : Préoccupation mineure
Le Ganga bibande (Pterocles bicinctus) est une espèce d'oiseaux appartenant à la famille des Pteroclidae.

## Répartition
On le trouve en Angola, au Botswana, au Malawi, au Mozambique, en Namibie, en Afrique du Sud, en Zambie et au Zimbabwe.